# Juan Carlos Ridolfi
Juan Carlos Ridolfi Calandria (Mendoza, Argentina, 20 de junio de 1958) conocido en el mundo tuerca como "Lito Ridolfi" es un piloto de automovilismo actualmente retirado. Argentino nacionalizado chileno desde el 26 de octubre de 1979, fue campeón de la Fórmula 4 Chilena (actual Fórmula 3) en los años 1978, 1980 y 1982.

## Biografía

### Sus primeros años
Hijo de Remo Ridolfi, un cotizado preparador de autos de carrera de los 60s y 70s, que preparó los autos de varios campeones de Turismo Carretera Chileno, desde niño estuvo relacionado con motores y tuercas, no faltaba mucho para que el pequeño Lito empuñara el volante de un auto de carreras, que cuando creciera, su sueño se convertiría en realidad.

### Sus primeros años en el automovilismo
El debut de Juan Carlos en el automovilismo, fue el 28 de marzo de 1976 en el actualmente desaparecido Autódromo Las Vizcachas, participando en la categoría Fórmula 4 (actual Fórmula 3), obtuvo en su debut el segundo lugar, que lo encaminaría a ser uno de los pilotos importantes de los autos de fórmula en Chile.
El año 1977 junto con otros pilotos fundan la Rama Automovilística de Colo-Colo.  Compitiendo por el club albo sería subcampeón el año 1977 y al siguiente año, 1978, campeón.
Posteriormente se titularía campeón en los años 1980 y 1982, ambos campeonatos obtenidos bajo la escudería Viceroy-Chiletabacos y con la preparación de su padre, Remo Ridolfi.

### Su paso por el automovilismo internacional
En 1983 y con tres títulos de campeón de la Fórmula Cuatro Chilena bajo el brazo, entra a un gran desafío al participar todo el campeonato sudamericano de Fórmula 2 Codasur, codeándose con pilotos como Guillermo Maldonado, Guillermo Kissling, Alberto Scarazzini, Pedro Passadore, Pedro Muffato, etc. Lito incursionó en el campeonato con un Berta-Volkswagen 1500 señalado con el número 6 y con los auspicios de Viceroy-Chiletabacos - Full Color - 3M y Evercrisp, al final de la temporada obtuvo un meritorio décimo lugar con 10 puntos.

### Regreso a Chile
En 1984 regresa a Chile a participar en la Fórmula Tres bajo el equipo Toyota y la preparación de su auto a cargo de su padre, Remo Ridolfi, al final obtiene el segundo lugar de la clasificación general detrás de Kurt Horta que a la postre fue el campeón de esa temporada, en ese mismo año participa en el Campeonato Nacional de Rally bajo el equipo Toyota-Copec y teniendo de coequipo nada más ni nada menos que a Eliseo Salazar, que venía de competir en la Fórmula 1 los dos años anteriores. En 1985 vuelve con todo a la Fórmula Tres ganando dos carreras de doce, quedando al final en el sexto lugar de la clasificación general.
En 1986 se toma un año sabático automovilísticamente hablando, para retornar en 1987 a la Fórmula Tres bajo el equipo Calzados Pluma continuando con la preparación de los autos su padre, donde obtiene dos triunfos y el octavo lugar de la clasificación general siendo la última temporada que corre completa, para realizar apariciones esporádicas en la Fórmula Tres reemplazando a algunos corredores en algunas fechas.
En 1989 regresa nuevamente al automovilismo, pero esta vez en vehículos carrozados, donde incursiona en la categoría Desafío Lada Samara bajo el equipo Remolques Goren, donde su mejor ubicación fue un segundo lugar en la 11º fecha, al final queda ubicado en la cuarta posición de la clasificación general
El año 1993, incursiona en la serie Monomarca Fiat Uno bajo el equipo Ridolfi Rectificación-Nissaya, donde se titula campeón y es su último año completo compitiendo en automovilismo de velocidad. Regresando esporádicamente en 1996 a la categoría Toyota Tercel y luego en 2012 en el Rally Mobil en la categoría N3 Light con su hijo Luciano de navegante.
A modo de anécdotas, el 26 de septiembre de 1987, Juan Carlos iba liderando la carrera de Fórmula Tres en la cual Sergio Santander moriría al impactar una muralla, también tiene el récord de pista en el circuito largo de 2997 metros del Autódromo Las Vizcachas con 1 minuto 08 segundos 60 milésimas.
En la actualidad, está casado, tiene dos hijos y está a cargo de un negocio de rectificación de motores en Santiago.

## Palmarés

### Campeonatos nacionales
| Título                     | Escudería/Club                 | País  | Año  |
| -------------------------- | ------------------------------ | ----- | ---- |
| Campeón Fórmula 4          | Colo-Colo (Rama Automovilismo) | Chile | 1978 |
| Campeón Fórmula 4          | Viceroy-Chiletabacos           | Chile | 1980 |
| Campeón Fórmula 4          | Viceroy-Chiletabacos           | Chile | 1982 |
| Campeón Monomarca Fiat Uno | Ridolfi Rectificación-Nissaya  | Chile | 1993 |

### Distinciones individuales
| Distinción                                                                       | Año  |
| -------------------------------------------------------------------------------- | ---- |
| Mejor Deportista Automovilismo otorgado por el Círculo de Periodistas Deportivos | 1982 |